# 南明
南明（1644年6月19日—1662年6月1日），由1644年甲申之變後，明朝宗室與官員在中國南方相繼成立的政權構成。南明主要勢力包括福王弘光帝朱由崧、魯王監國朱以海、唐王隆武帝朱聿鍵、紹武帝朱聿及桂王永曆帝朱由榔等皇族，以及明鄭、夔東十三家等軍閥。作为明朝残余势力的南明各政权之间联系松散，互不统属.被認為是明朝的殘餘政權。
1644年明朝首都北京被“闯王”李自成攻陷，崇祯帝自尽身亡，位于北京的中央政府旋即解体。但華南许多省份依然忠于明王朝，南京仍存在着南京六部等衙门。南明大臣意圖擁護朱姓皇族北伐。經過多次討論後由鳳陽總督馬士英與江北四鎮高傑、黃得功、劉澤清與劉良佐擁護崇祯帝的堂兄弟福王朱由崧稱帝，即弘光帝，国号依旧为大明，史称南明或后明。1645年清軍攻破揚州，弘光帝逃至蕪湖被俘，後被送到北京殺害。弘光帝被俘後，魯王朱以海於浙江紹興監國；而唐王朱聿鍵在鄭芝龍等人的擁立下，於福州稱帝，即隆武帝。然而這兩個南明主要勢力互不承認彼此地位，并且相互攻打。1646年，清軍分別占領浙江與福建，魯王朱以海逃亡海上，隆武帝於汀州逃往江西時被俘身亡，鄭芝龍向清軍投降，但由於其子鄭成功起兵反清而被清廷囚禁。1651年舟山群島淪陷後，魯王朱以海在張名振、張煌言陪同下，赴廈門投奔鄭成功，1662年病死在金門。朱聿鍵死後，其弟朱聿在廣州受蘇觀生及廣東布政司顧元鏡擁立稱帝，即紹武帝，於同年年底被清將李成棟攻滅。同時間桂王朱由榔於廣東肇慶稱帝，即永曆帝。
1646年永曆帝獲得瞿式耜、張獻忠餘部李定國、孫可望等勢力的加入以及福建鄭成功勢力的支援之下展開反攻。同時各地降清的原明軍將領先後倒戈，例如1648年江西金聲桓、廣東李成棟、廣西耿獻忠與楊有光率部倒戈，一時之間南明收复華南各省。然而於同年，清將尚可喜率軍再度入侵，先後占領湖南、廣東等地。兩年後，李定國、孫可望與鄭成功發動第二次反攻，其中鄭成功一度包圍南京。然而，各路明軍因為距離互相難以照應，內部又發生孫可望等人的叛變，第二次反攻以節節敗退告終。1661年，清軍三路攻入云南，永曆帝流亡缅甸首都曼德勒，被缅甸王莽達收留。後吴三桂攻入缅甸，莽達之弟莽白乘机发动政变，杀死其兄後继，8月12日，莽白發動咒水之难，杀盡永曆帝侍從近衛，永曆帝被吴三桂以弓弦絞殺後，反清勢力只剩下四川的夔東十三家以及東南沿海的明鄭。

## 時代背景
学者普遍认为，明朝覆亡跟大清军入关是明朝腐败落后、祸国殃民咎由自取的结果。自1620年到1710年，中国经历了一段极端寒冷的“小冰河期”。许多西方学者将15世纪下半叶和十六世纪上半叶这一时期全球气温的下降与蒙德极小期相关联，据天文学家对太阳活动历史的分析，公元1645年到1715年出现了一段没有太阳黑子的延长时期。这种极端的气候变化降低了农业作物的产量，并由此减少了明朝的国家财政收入。不仅如此，明朝耕地因此面临大部分干旱，许多农民流离失所。这在一定程度上解释了为什么在明朝末期，大规模地方农民会逐渐脱离地方政府领导，爆发一次次规模甚大的农民起义。
明朝时期，统治阶级强调意识形态专制和中央集权管理，被称为“帝王至上”或“皇极”。然而，当时落后的通讯和交通技术使得这一超前设想并不能得到完全实现。皇权至上的原则使得明朝的行政官员们理论上地位处于平等状态，例如司礼监和内阁成员的关系。二者的平衡使得皇权得到巩固，但是，面临在整个帝国范围内实施变革的需要日益迫切的时候，这种权力制约却使任何尝试改革政府官员的努力都变得更加复杂（也有例外，例如张居正主导下的万历年间的改革，但这一改革的前提是张居正内阁和冯保率领的司礼监之间的私人关系在嘉靖年间就很密切），让身处于中央政府和帝国人民之间的地方官员们在动荡的时代无能为力，大多数官员们只能够低效率办事，这使得地方的统治循环逐渐脱离了中央政府，皇帝的权威并不能有效下放到地方中。
明朝的公务员是通过科举考试这一项艰巨的考试系统选出的，该考试系统的测试内容主要是儒家经典里的文学知识。很显然，通过科举考试选拔出来的官员们已经习惯于引用来源于《周礼》等儒家典籍的先例，但在涉及实际的经济、社会或军事事务时，他们却很少能够如此博学，这使得皇帝不能够完全放任明朝的内阁成员处理所有政务。
与前朝不同的是，明太祖朱元璋由于“胡惟庸案”而撤销了“宰相”这一职务，由皇帝本人直接治理六部。这一巩固皇权的措施给此后的明朝皇帝们留下了巨大的负担。此后的明朝皇帝开始设立帮助皇帝处理政务的，由六部各官员组成的内阁，并由皇帝直接设置内阁的领导人，也就是相当于宰相的内阁首辅。后来，皇帝逐渐不信任权力逐渐变大的内阁各官员，于是设立了能够直接进入内廷，帮助皇帝批示文件的，由宦官组成的机构——司礼监。有了这两个机构，皇帝也就不必再直接参与政务。
当一个年轻的、尚且不能处理政务的皇帝退居内廷，享受他的妃子的陪伴时，皇帝的权力就会自然下放给了能够给内阁呈递的票拟批红的、以司礼监为首的明朝宦官们。在明朝的政治架构中，只有宦官可以进入内廷，他们主要负责执行皇帝的旨意。但是，如果一个较为年轻的皇帝临朝的时候，内阁官员们往往想从皇帝那里得到更多的权力，而直接能够接触皇帝的宦官集团们逐渐地不受内阁官员们的信任并由于明太祖设计的祖制“宦官不得干预朝政”而屡遭排挤。在儒家世界的中国，臣子不能指责皇帝，只能直接将权力争夺的矛头对准宦官集团。而且，在东林书院受过教育的官员（被称为“东林党”）以指责太监和其他人缺乏正义而闻名。这便引发了明末宦官集团和士大夫阶层之间的冲突公开化，权力纷争使得明朝中央政府对地方的控制逐渐弱化，客观上也促进了农民起义诞生的可能性。
随着权力纷争的持续和地方政府机器低效率的运转，明朝皇权日趋衰落。地方农民起义此起彼伏，终于在1644年4月24日，“闯王”李自成的士兵们攻破了明朝首都北京的城墙。次日，崇祯皇帝朱由检为免屈辱而自缢于煤山。明朝皇室的残余成员和一些宫廷大臣们随后撤退到南方寻求庇护，并在长江以南的明朝辅都南京附近重新集结。于是在中国地区，出现了四个不同的权力集团：
1. 以李自成为首的大顺政权统治秦岭、淮河以北的陕西、甘肃、北直隶、山东和河南部分地区。
2. 张献忠的大西政权控制了四川。
3. 满族领导的后金暨大清政权控制了山海关以外的东北地区，以及长城以北的漠南蒙古诸部。
4. 明朝宗室和前朝旧臣退居于淮河以南生存，被普遍称为南明。

## 歷史

### 甲申国变
明崇禎十七年（1644年）正月，李自成在西安稱帝，国号「大順」，之後向北京進兵，三月十九日攻克北京，崇禎皇帝朱由檢自尽殉國，明朝宗室及遺留大臣多輾轉向南遁走。此时李自成的「大順」政權大体據有淮河以北，原明朝故地，張獻忠於八月一日成立的「大西」政權則割據四川一帶，清朝政權則據有山海关外的现今中国东北地区，且控制长城以北的漠南蒙古诸部，而明朝的殘餘勢力則據有淮河以南的半壁江山。
此时明朝留都南京的一些文臣武將決計擁立朱姓王室的藩王，重建明朝，然後揮師北上；但具体拥立何人则发生争议。根据《皇明祖训》，有嫡立嫡，无嫡立长，在当时明神宗长子光宗一脉（其後繼者是天啟皇帝和崇禎皇帝）已无人能继位，而次子朱常漵甫生即死，三子朱常洵已被李自成所殺，他的长子朱由崧仍健在，按照兄終弟及的順序，第一人選為福王朱由崧；而钱谦益等东林党人由於之前的「國本之爭」事件，心存芥蒂，违背了东林党在国本之争中的立场，以立贤为名擁立神宗弟弟朱翊镠之子潞王朱常淓；史可法则主张既要立贤也要立亲，拥立神宗七子桂王朱常瀛。但最终福王朱由崧在卢九德的帮助下，获得了南京政权主要武装力量江北四镇高杰、黄得功、刘良佐和刘泽清，以及中都凤阳总督马士英的支持，成为最终的胜利者。五月初三，朱由崧監國于南京，五月十五日(1644年6月19日)即皇帝位，改次年為弘光，是為明安宗。南明政权自此開始。弘光帝的基本國策以「联虏平寇」為主，謀求與清軍連合，一起消滅以李自成、张献忠为代表的起义军勢力。

### 南明政權的分化
明朝南渡前後，大顺已被多爾袞與吳三桂的聯軍击溃，李自成先后丢失北京和西安，退往湖北。弘光元年（1645年）三月，多尔衮将军事重心东移，命多铎移师南征。此时弘光政權內部正進行著激烈的黨爭，爆发太子案，駐守武昌的左良玉不愿与李自成正面交战，以「清君側」为名，順长江東下争夺南明政权。馬士英被迫急調江北四鎮迎擊左軍，致使面对清军的江淮防線陷入空虛。史可法时在揚州虽有督師之名，却实无法调动四镇之兵。一月之中，清軍破徐州，渡淮河，兵臨揚州城下。四月廿五，揚州城陷，史可法不屈遇害。隨後，清軍渡過長江，攻克镇江府。弘光帝出奔芜湖。五月十五众大臣獻南京投降清兵；五月廿二弘光帝被虜獲，送往北京處死，弘光帝在位仅一年，即覆滅。
南京失陷後，又有杭州的潞王朱常淓（1645年）、金陵的崇禎太子朱慈烺（可能是貌似太子的王之明。1645年）、撫州的益王朱慈𤆃（1645年）、福州的唐王朱聿鍵（1645－1646年）、紹興的魯王朱以海（1645－1653年）、桂林的靖江王朱亨嘉（1645年）等監國政權先後建立，其中唐王朱聿鍵受鄭芝龍等人在福州擁立，登極稱帝，改元隆武，是為明紹宗。這時清朝再次宣佈薙髮令，江南一帶掀起了反薙髮的抗清鬥爭，清軍後方發生動亂，一時無力繼續南進。但南明內部嚴重的黨派鬥爭與地方勢力跋扈自雄，且隆武帝與魯王政權不但沒有利用這種有利形勢，發展抗清鬥爭，反而在自己之間為爭正統地位而形同水火，各自為戰，所以當1646年清軍再度南下時，先後為清軍所各自擊滅。魯王在張煌言等保護下逃亡海上，在沿海一帶繼續抗清；隆武帝則被清軍俘殺。
11月，在廣州和肇慶又成立了兩個南明政權：隆武帝之弟唐王朱聿（1646年）繼位於廣州，改明年为紹武元年；桂王朱由榔（1646－1662年）稱帝於肇慶，改元永曆，是為明昭宗。紹武、永曆二帝也不能團結，甚至大動干戈，互相攻伐。紹武政權僅存在40天就被清軍消滅。揭陽的益王朱由榛（1647年）、夔州的楚王朱容藩（1649年）稱監國與永曆帝爭立。鄭成功也在南澳一度立淮王朱常清（1648年）為監國，後廢。永曆帝在清軍進逼下逃入廣西。

### 回民抗清
1648年，米喇印和丁国栋这两位驻守于甘州的回族将领因对于清朝的一系列“重满轻汉”以及歧视回民的政策不满，于是起兵反清，并拥立延长王朱识𨩴为帝。他们得到了哈密總督巴拜汗和他的儿子土倫泰王子的支持。同时，这些忠于明朝的穆斯林也与汉族人和藏族人联合了起来。经过激烈的战斗和谈判，双方在1649年达成了和平协议，米喇印和丁国栋宣誓效忠清朝，并被授予清朝的官职。然而不久之后，中国南方的其他明朝效忠者再次起义，清军被迫从甘肃回撤与之作战，米喇印和丁国栋也再次反叛。叛军随后被清政府镇压，包括米喇印、丁国栋和土伦泰在内的10万人在战斗中丧生。
儒家回族穆斯林学者马注为南明保皇党效力，反抗清朝统治。明朝桂王朱由𣜬在回族难民的陪同下，从湖广逃到云南缅甸边境，这些回民为了彰显其反抗清和效忠明朝，他们大多改姓“明”。

### 民變軍歸順南明
正當南明政權一個接一個地覆亡，形勢萬分危急之際，大順軍餘部出現在抗清鬥爭最前線，挽救了危局。自李自成于1645年战死于九宫山後，他的餘部分為二支，分別由郝搖旗、劉體純和李過、高一功率領，先後進入湖南，與明湖廣總督何騰蛟、湖北巡撫堵胤錫聯合抗清。1647年，郝搖旗部護衛逃來廣西的永曆帝居柳州，並出擊桂林。年底，大敗清軍於全州，進入湖南。次年，大順軍餘部又同何騰蛟、瞿式耜的部隊一起，在湖南連連取得勝利，幾乎收復了湖南全境。這時，廣東、四川等地的抗清鬥爭再起，清江西提督金聲桓、清广东提督李成棟、清广西巡抚耿献忠、清大同总兵姜镶、清延安营参将王永强、清甘州副将米喇印先後反正回归明朝，清軍後方的抗清力量也發動了廣泛的攻勢。一時間，永曆政權名义控制的區域擴大到了雲南、貴州、廣東、廣西、湖南、江西、四川七省，还包括北方山西、陕西、甘肃三省一部以及东南福建和浙江两省的沿海岛屿，出現了南明時期第一次抗清鬥爭的高潮。
但永曆政權內部仍然矛盾重重，各派政治勢力互相攻訐，民變軍也倍受排擠打擊，不能團結對敵，這就給了清軍以喘息之機。1649－1650年，何騰蛟、瞿式耜先後在湘潭、桂林的戰役中被俘杀，清軍重新佔領湖南、廣西；其他剛剛收復的失地也相繼丟掉了。不久，李過之子李來亨等農民軍將領率部脫離南明政府，轉移到巴東荊襄地區組成夔東十三家軍，獨立抗清。這支部隊一直堅持到1664年。
綜觀1645－1651年間，南明軍與清軍作戰中，敗多勝少，大批南明的軍隊先後降清。先後丟失了江蘇、安徽、浙江、江西、福建、兩廣、兩湖等等領地，地盤盡失。直到以孫可望為主的大西軍加入，再次改變了整個局勢。
張獻忠于1646年战死後，以其义子孫可望、李定國、刘文秀、艾能奇等人為主的大西軍残部自1647年進佔雲南、貴州二省。1652年，南明永曆政权接受孫可望和李定國的聯合抗清建議，定都安龙。不久，以大西军餘部为主体的南明軍對清軍展開了全面反擊。李定國率軍8萬東出湖南，取得靖州大捷，收复湖南大部；随后南下广西，取得桂林大捷，击毙清定南王孔有德，收复广西全省；然后又北上湖南取得衡阳大捷，击毙清敬谨亲王尼堪，天下震动。同時，劉文秀亦出擊四川，取得叙州大捷、停溪大捷，克復川南、川东。孙可望也亲自率军在湖南取得辰州大捷。東南沿海的張煌言、郑成功等的抗清軍隊也乘机發動攻勢，接连取得磁灶大捷、钱山大捷、小盈岭大捷、江东桥大捷、崇武大捷、海澄大捷的一连串胜利，並接受了永曆封號。一時間，永曆政權名义控制的區域恢复到了雲南、貴州、廣西三省全部，湖南、四川两省大部，廣東、江西、福建、湖北四省一部，出現了南明時期第二次抗清鬥爭的高潮。
之后，劉文秀於四川用兵失利，在保宁战役中被吳三桂侥幸取胜。而孫可望妒嫉李定國桂林、衡州大捷之大功，逼走李定國，自己统兵却在宝庆战役中失利。东南沿海的郑成功也在漳州战役中失利。所以明军在四川、湖南、福建三个战场上没能扩大战果，陷入了与清军相持的局面。之後李定國與鄭成功聯絡，於1653年、1654年率軍兩次進軍廣東，約定与鄭會師廣州，一舉收復廣東，但鄭軍屢誤約期，加上瘟疫流行，导致肇庆战役和新会战役没能成功。但郑成功部队并没有停止，1656年，郑军取得泉州大捷，1657年又取得护国岭大捷。

### 南明滅亡
永曆十年（1656年），孫可望祕謀篡位，引發了南明內訌，李定國擁永曆帝至雲南。次年，大敗孫可望，孫可望勢窮降清。孫可望降清後，西南軍事情報盡供清廷，雲貴虛實盡為清軍所知。永曆十二年（1658年）四月，清軍主力從湖南、四川、廣西三路進攻貴州。年底吳三桂攻入雲南，次年正月，下昆明，進入雲南，永曆帝狼狽西窜，窜入緬甸（東吁王朝）。李定國率全軍設伏於磨盤山，企圖一舉殲滅敵人追兵，結果因內奸洩密導致未能大獲全勝，南明軍精銳損失殆盡，此即磨盤山血戰。這時鄭成功趁清軍主力大舉攻擊西南之際，率領十餘萬大軍北伐，接連取得定海關大捷、瓜州大捷、鎮江大捷的勝利，一度兵臨南京城下，然而鄭軍中了清軍緩兵之計，最終失敗，撤回廈門。清軍派大軍圍攻廈門，企圖一舉殲滅鄭成功，但鄭成功沉著應戰，取得廈門大捷的勝利，穩定了東南沿海局勢。永曆十五年（1661年），吳三桂率清軍入緬威逼東吁王朝國王平達力（莽達）交出永曆帝，十二月莽達終屈服交人，次年四月永曆帝與其子哀愍太子朱慈煊等被吳三桂處死于昆明。七月，李定國在勐腊得知永曆帝死訊，不久即於憂憤中病逝。而同年五月，鄭成功亦於臺灣急病猝逝。
兩年後，大陸最後殘存的夔東十三家亦為清廷所剿滅，孤懸海外的明鄭亦未再擁立皇帝或朱氏監國，而是繼續奉永曆為正朔。1683年，延平郡王鄭克塽降清，寧靖王朱術桂自殺殉國，大明最後一個政權正式覆滅。

## 主要政權

### 弘光帝
崇禎十七年正月初一日（1644年2月8日），李自成在西安稱帝，建國「大順」，之後向北京進兵。崇禎十七年三月十九日（1644年4月25日）攻克北京，崇禎帝朱由檢自縊殉國，明朝宗室及遺留大臣輾轉向南走，他們打算和明朝留都南京一些文臣武將試圖擁立明朝宗室的藩王，重建明朝，然後揮師北上，恢復家國。此時李自成的大順政權大體據有秦嶺、淮河以北的明朝故地，張獻忠成立的大西政權則據四川一帶，清朝政權則據有山海關外的現今東北地區，且控制蒙古諸部落，而明朝的殘餘勢力則據有淮河以南的半壁江山。
1644年5月，崇禎帝驾崩的消息传到南京，而太子朱慈烺的下落不明。由于清军很快就要南下入关，宫廷官员很快就同意，需要一位帝国人物来凝聚来自地方官员忠诚的支持。6月初，福王朱由崧宣布开始领导新的明朝政府。当他到达南京附近时，他已经得到了马士英和史可法的支持。他于6月5日进城，次日宣布“监国”。在一些朝廷官员的催促下，福王朱由崧立即开始考虑即位。一开始，监国的福王由于被指责在儒家道德方面的名声有问题，因此东林派的一些成员建议将潞王朱常淓作为替代品。其他官员指出，监国的福王显然是更妥当的选择。无论如何，所谓的“正气”派并不热衷于与6月17日带着大舰队抵达南京的内阁首辅马士英发生对抗。.崇禎十七年五月十五日（1644年6月19日），福王朱由崧在南京称帝，是为弘光帝。以明年為弘光元年。
弘光政权的基本国策以“联虏平寇”为主。其对手有两个：大顺的农民军与清军。由于弘光政权兵力有限，不两线作战难度很大。因此，不是联寇抗清，就是“联虏平寇”，二者必居其一。弘光则是采取联虏平寇的政策。史可法与马士英都是“联虏平寇”方针的赞决者。。
由于内阁首辅马士英是皇帝的主要拥护者，他开始通过恢复剩余太监的职能来垄断朝廷的行政管理。这导致了重新猖獗的腐败和非法的政治交易。此外，马士英与隶属于东林运动的史可法进行了激烈的政治争吵。
这时弘光政权内部正进行着激烈的党争，爆发太子案，驻守武昌的刺史左良玉不愿与李自成正面交战，以“清君侧”为名，顺长江东下争夺南明政权。面对此种危急时刻，马士英宣称：“我和皇上宁可死在大清之手，也不愿死在左良玉之手。”此时，清军开始南下，占领徐州，准备渡淮。尽管如此，马还是命令石指挥他的江边部队（准备对抗清军的进攻）对付左良玉。
弘光政权军队的这种作战方向客观上促使清军攻占扬州。这导致了1645年5月的扬州大屠杀和史可法被清军所杀，也直接导致了南京弘光政权的灭亡。6月1日，清军渡过镇江附近的长江后，皇帝逃离南京。由多铎率领的清军立即向南京进发，弘光元年五月十五日（1645年6月8日）眾大臣獻南京投降清兵；弘光元年五月二十二日（1645年6月15日），弘光帝被清兵虜獲，并于弘光元年五月二十五日（1645年6月18日）被带回南京。弘光帝后来被送往北京，隆武二年五月十九日（1646年7月1日）被處死，弘光帝在位僅一年，即覆滅。
南京失陷後，又有杭州的潞王朱常淓（1645年）、撫州的益王朱慈𤆃（1645年）、福州的唐王朱聿鍵（1645－1646年）、紹興的魯王朱以海（1645－1653年）、桂林的靖江王朱亨嘉（1645年）等政權先後建立，其中以魯、唐二王政權較有實力。

### 隆武帝
弘光元年（1645年）五月，唐王朱聿鍵赴廣西平樂途中，在蘇州得知清軍已攻陷南京，俘虜了明弘光帝，朱聿鍵遂至嘉興避難。弘光元年六月初十日（1645年7月3日），朱聿鍵至杭州，遇到潞王朱常淓，奏請其監國，不聽；請朝陳方略，不允。當時鎮江總兵官鄭鴻逵、戶部郎中蘇觀生至杭州，與朱聿鍵談及國難，泣下沾襟。後朱聿鍵被鄭鴻逵護送，前往福建。途中在浙江衢州聞得潞王朱常淓已在杭州降清，於是南安伯鄭芝龍、巡撫都御史張肯堂，與禮部尚書黃道周等商議，奉朱聿鍵為監國。弘光元年六月二十八日(1645年7月21日），朱聿鍵在福建建寧，以唐王的身分監國。弘光元年閏六月初七日（1645年7月29日），抵達福州，以「南安伯府」為行宮。弘光元年閏六月二十七日（1645年8月18日），朱聿鍵於福州稱帝，是為明紹宗。宣布從七月初一日起，改弘光元年為隆武元年。遙尊朱由崧為「上皇聖安皇帝」。
當時，在紹興還有魯王朱以海建立的小朝廷，也自稱「監國」。清軍攻紹興，魯王朱以海派信使赴福州，向隆武帝朱聿鍵求援兵。信上稱朱聿鍵為「皇伯父」，而未稱「陛下」，朱聿鍵怒，令殺魯王信使。
1646年2月，清軍從魯王政權手中奪取了錢塘江以西的土地，並在江西東北擊敗了代表明隆武帝的一支明軍。同年五月，清軍圍攻江西最後的明軍堡壘贛州。7月，清將博洛率領清軍攻滅紹興的魯王政權，開始進攻福州的隆武政權。鄭芝龍逃往沿海。1646年9月下旬，明隆武帝以解除贛南圍城為藉口，離開福州，清軍追上。隆武二年八月二十八日（1646年10月6日），汀州遭清軍攻陷，明隆武帝遇害身亡。鄭芝龍投降清朝，其子鄭成功繼續抗清。

### 紹武帝

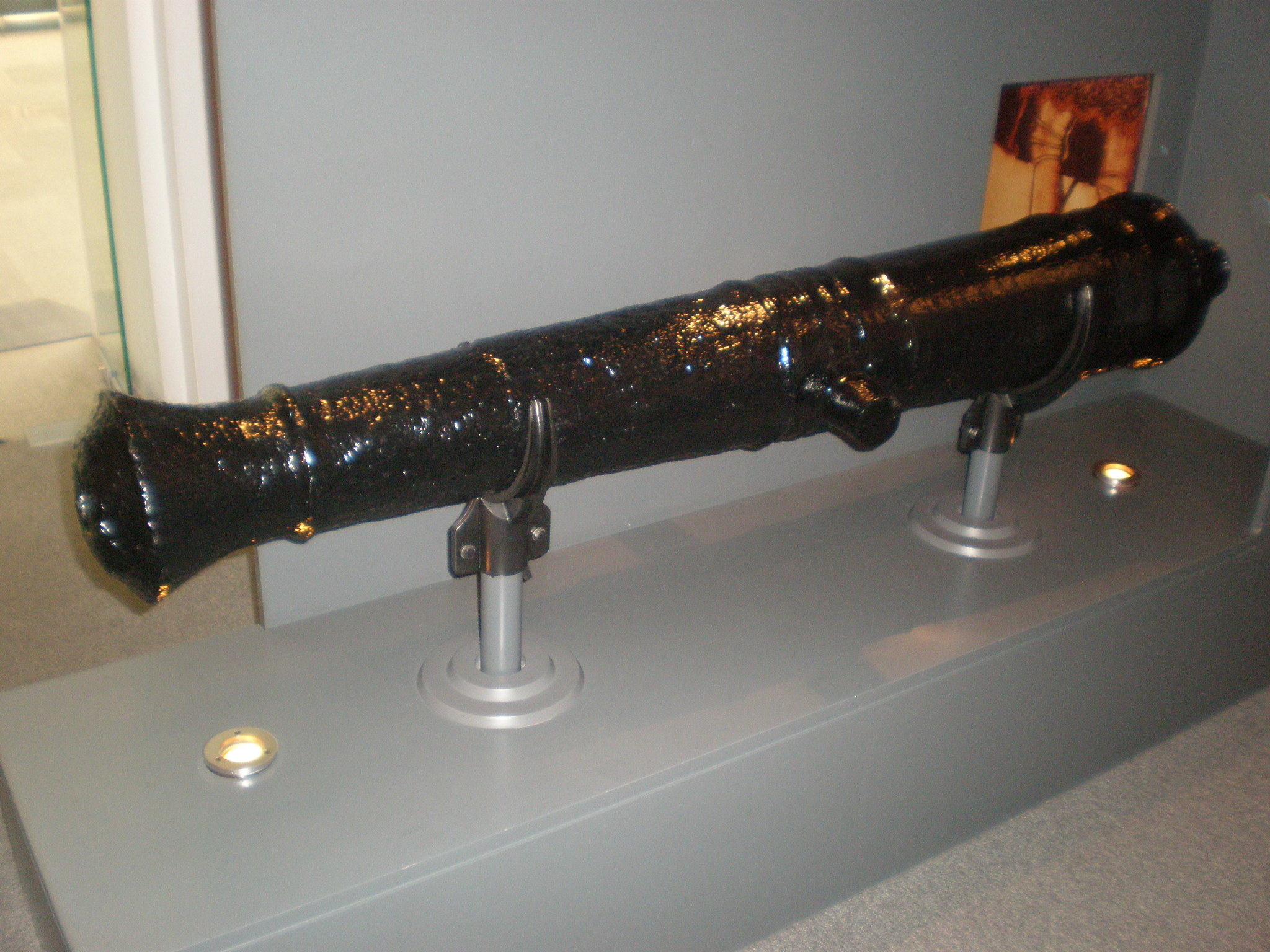
南明政权在广东时于1650年所铸铁炮（藏于香港海防博物馆）

隆武帝朱聿键死后，朱聿在隆武二年十一月初五（1646年12月11日）被大学士苏观生及广东布政使顾元镜等在广州拥立为帝，年号绍武，后世史学家称之为绍武政权，与肇庆的永历帝朝廷互相抗衡。由於官服短缺，朝廷不得不從當地的粵劇劇團購買伶人戲服。隆武二年十一月十八日（1646年12月24日），桂王朱由榔稱帝於廣東肇慶，改元永曆，是為明昭宗。紹武、永曆二帝也不能團結，甚至大動干戈，互相攻伐到隆武二年十二月十五日（1647年1月20日），由清朝將領李成棟率領的清軍攻陷廣州，紹武帝自縊而死，紹武政權僅存在40天就被清軍消滅，永曆帝在清軍進逼下逃入廣西南寧。

### 永曆帝

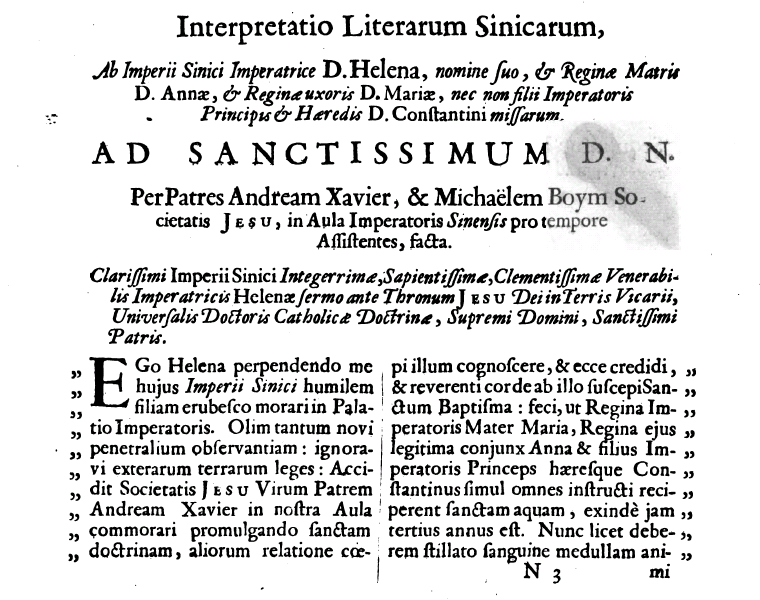
永曆帝嫡母孝正皇太后王氏致教宗的信件，由卜彌格翻譯成拉丁文

李成棟在1647年鎮壓了廣東更多的抵抗運動，但在1648年5月叛變反清，因为他不滿被任命为他征服的省份的唯一地區指挥官。江西另一名前明將軍的同時叛亂幫助永曆政權重新奪回了中國南部的大部分地區，讓清政府只控制了廣東和江西南部的一些飛地。但是這種忠誠者希望的復甦是短暂的。1649年和1650年，清军設法重新征服湖廣、江西和廣東等中部省份。永曆皇帝逃往南寧，並從那裡逃往桂州。1650年11月24日，尚可喜在圍城十个月後占領廣州，屠殺全城人口，殺害多達7万人。
儘管在攝政王多爾袞（1612-1650）的領導下，清朝成功地將南明擊退至中國的西南地區，但對明朝效忠的將領並未消亡。1652年8月上旬，李定國曾在大西皇帝張獻忠（死於1647年）手下擔任四川將軍，現在保護永曆帝，從清朝手中奪回桂林。一個月内，大部分支持清朝的廣西地區的軍閥又回到明朝一方。儘管在湖廣和廣東的軍事行動偶爾會取得成功。在接下来的兩年里，李定國未能奪回重要城市。
1653年，清廷派洪承疇負責收復西南。總部設在長沙，他耐心地建立自己的力量；直到1658年底，清軍重整軍備才開始多管齊下攻占貴州和雲南。1659年1月下旬，信親王多尼率領的清軍攻占首都昆明（滇都），永曆帝窜往附近的緬甸東吁王朝，由彬德萊收留。永曆帝在此滞留至1662年，永曆十六年四月十五日（1662年6月1日），永曆帝與其子哀愍太子朱慈煊等被吳三桂正法於昆明。

### 夔東十三家
康熙元年( 1662 )，清政府组织四川、陕西、湖北三省力量围剿夔东十三家。各路清兵约20万分别在李家店、长坪等地与李来亨、郝摇旗等激战。
康熙二年( 1663 )，郝摇旗、刘体纯被清军围困在巫山天池寨。起义军粮尽援绝,山寨被敌人攻破。刘体纯战败自缢而死。郝摇旗率众冲出重围,在黄草坪英勇牺牲。

到康熙三年( 1664 )，清军四面合围李来亨的据点茅麓山，昼夜环攻。李来亨见势已败，焚其妻子，自缢而死。

### 明鄭

#### 北伐
南明永曆十一年（1657年，清順治十四年），反抗清军的各级将领官兵聚集在福建，选择北伐目标。郑成功选择收复南京——这是洪武皇帝朱元璋建国时选择的都城，自然会有大量的反清人口。南京同时也是一个重要的战略要地。永曆十二年（1658年，清順治十五年）五月，郑成功率领10万陆军、290只船舰组成的水师，与驻军于浙江东部海域的张煌言将军会师一同攻打南京，留下一小部分兵力保卫厦门。
尽管郑成功通过突袭夺取了大量郡县，但他依然传令给清军首领在南京和清军决战，这提前给清朝准备充足的时间，因为他想要像他父亲郑芝龙成功对荷兰的明荷料罗湾海战一樣，和清军一决雌雄。这种决策导致郑成功丢掉了能够发动突袭的主动权。根据1671年一位法国传教士的记载，郑成功如果对清朝占领的南京发动进攻，将切断京杭大运河的补给线，可能导致北京出现饥荒，从而迫使满族人考虑返回满洲并放弃中国的中原地区。北京和南京的平民和官员都在等待获胜的一方。从一位北京的官员给自己家人和相识的另一名在南京的官员往来的信件中可以看到，这位北京的官员在信中称南京和北京之间的一切往来都已经被切断，由于郑成功及其军队在南京附近大规模且成功的军事活动，清朝政府打算放弃南京和北京，将首都撤离到很远的地区，这反映了清朝北京政府所感受到的严峻形势。这位官员告诉他在南京的孩子们准备投奔郑成功，而他自己也正准备投奔郑成功。郑成功的部队截获了这些信件，读了这些信件后，郑成功可能开始后悔自己故意拖延以准备与清军的决战的决定，而不是迅速进攻南京。郑成功的军队经过台州，临海，定海｜舟山，镇江，与张煌言汇合共同进攻南京。大军进入长江在羊山岛附近海域发生了飓风，造成了8000多人的损失，40多艘军舰沉没，所有船只都受到了不同程度的损失。郑成功下令暂时停止军事推进，并下令维修和整修舰队，等待合适的攻击时机。清政府要求加强崇明岛、福建山区、泉州和镇江周边的防御，在江面上铺设一条长长的铁链，并建造木筏驻扎士兵和大炮。郑成功命令士兵用斧头砍断铁链，并放火烧敌人的木筏。当郑成功与张煌言在长江附近汇合时，清军的防御力量的抵抗是最小的，很快就攻克了南京。
然而，他却落入了清军的陷阱伏击，相当一部分将领也战死在了沙场上。在进攻南京时，郑成功的明朝效忠者与占多数的汉族旗人清军作战，从8月24日开始，郑成功对南京的围攻持续了近三个星期。郑成功的军队无法维持完全包围，这使南京城能够获得补给甚至增援——尽管针对南京城的守城清军的骑兵攻击甚至在增援到达之前就成功了。郑成功的部队被击败并“退回”（Wakeman的短语原文为“slipped back”）到带来他们的船只上。在南京惨败后，郑成功最终决定撤回厦门。因为南京之战后郑成功再也没有和清军进行大规模作战，因此中国历史学家得出结论，南京之战的失败是郑成功一生中最重要的一战，原因被视为南京之战严重破坏了他宏伟的反清决心。

#### 東征臺灣

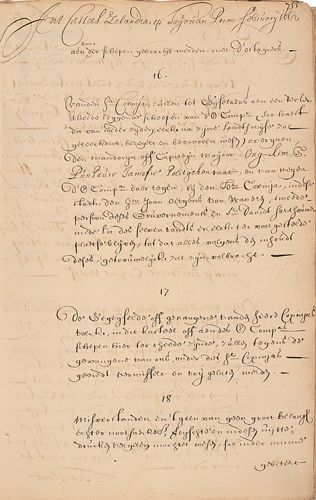
荷兰与郑成功签署条约，荷兰正式投降于郑成功，并撤离台湾岛

随后，郑成功决定从荷兰手中攻取荷屬福爾摩莎。他于1662年发动了热兰遮城围攻，打败了荷兰人并把他们赶出台湾。然后他在前荷兰殖民地的遗址上建立了明郑政权。追随郑成功前往台湾的明朝皇室成员包括宁靖王朱术桂和朱弘桓（监国鲁王朱以海的儿子）。朱术桂以逝去的永历帝朱由榔的名义行事。郑成功则以"延平王"的身份实际上统治着大員。

#### 开发台湾
明郑的垦拓台湾，从多方面进行，荷领时代的王田，收为官有，称为官田，耕种的农民成为政府的佃户；郑氏宗堂、文武官员以及民间富豪，自己招佃开垦，称为私田，又称文武官田；军队就所驻之地，自耕自给，称为营盘田。这时的农作物，仍然以稻、蔗两项为主，由于明的农业以充实军粮为主，和荷兰人重视商业利益不同，稻作较蔗作更为重视，因此水利建设较荷领时代为多，但这些水利建设的规模都很小，耕作方式也很粗放，一年只栽培一季稻。垦拓的范围，仍然承荷领时代之旧，以台南及其南北为重心，但是向南至屏东以南，向北至台中以北，也都以零散的垦拓据点存在。

#### 國際貿易
郑成功的儿子郑经继续进行抗清活动。1670年，日本人和中国人相继在济州岛发现一艘搁浅的船只。经过调查，这艘船属于明郑政权，原本准备驶往日本长崎。当时的日本德川幕府由于严格执行闭关锁国政策，因此会对来往于日本唯一开放的港口之一——长崎的船只进行严格调查和监视，因此被外界认为这艘船能够来往于锁国的日本，一定是得到了德川幕府的暗中支持（就像在明嘉靖年间的“倭寇”一样）。外界认为是因为德川幕府是允许日本人加入明郑政权以便帮助他们对抗清政府。一方面，德川幕府面对在国内持续制造麻烦的流浪武士，迫切希望让这些武士们转移注意力到其他地方以避免对德川幕府造成威胁；另一方面，由于清朝政府对朝鲜的征服，日本十分担心清军会渡海进攻日本，于是主张让日本流浪武士去支持对抗清朝政府的势力，在台湾岛的明郑政权无疑是很好的选择。反对荷兰的越南阮主政权（在今越南中部）也愿意和在台湾的明郑政权进行贸易，以获得资金对抗荷兰人和在东京（今越南河内）附近的郑主政权。与阮主政权贸易的同时，明郑政权也和对立的郑主政权进行贸易，因为郑主政权曾经给予郑成功援助其收复台湾。
清政府表示：只要郑经收编部队，放弃台湾岛上的据点回到大陆，清政府可以派遣使者与郑经谈判。郑经表示自己打算在台湾岛和附近的海域继续建立中华，把大陆留给清政府，1667年，郑经派遣的一名贸易官员陈德接受了朝鲜人的招待，席间陈德告诉迎接他的朝鲜官员：“大明已经在茫茫波涛中安稳下来……（大明）正在一块远离清国的土地上重新树立统治”。

#### 鄭經西征
郑泰叛逃到清朝，与郑经和郑鸣骏就长崎唐通事办事处（专门用于处理与中国贸易的外交兼翻译部门）中的30万两白银的存款发生争执。1673——1681年的“三藩”之乱中，郑经在接受了耿精忠的战船之后，开始渡海西征，对清朝发动了新的攻势，并夺回了福建的部分土地。郑泰在北京的亲属再次叛逃打算回到郑经身边。郑经重启反清的军事行动之后，德川幕府重新和郑经谈判，解决了郑泰和郑经之间的白银纠纷，将银子交给了郑经。加入明郑政权的日本武士帮助明郑看守台湾北部的基隆岛，郑经也从长崎购买了更多的武器、剑和大炮。

1679年，对复明感到无望的南明将领陈上川、杨彦迪率领3000名南明官兵逃亡越南。阮氏不肯收留,又想利用他们向南扩张,就指使他们到当时并不属于阮氏管辖范围的湄公河三角洲东浦地区(今越南南部嘉定一带)去自行开发。

#### 降清覆亡

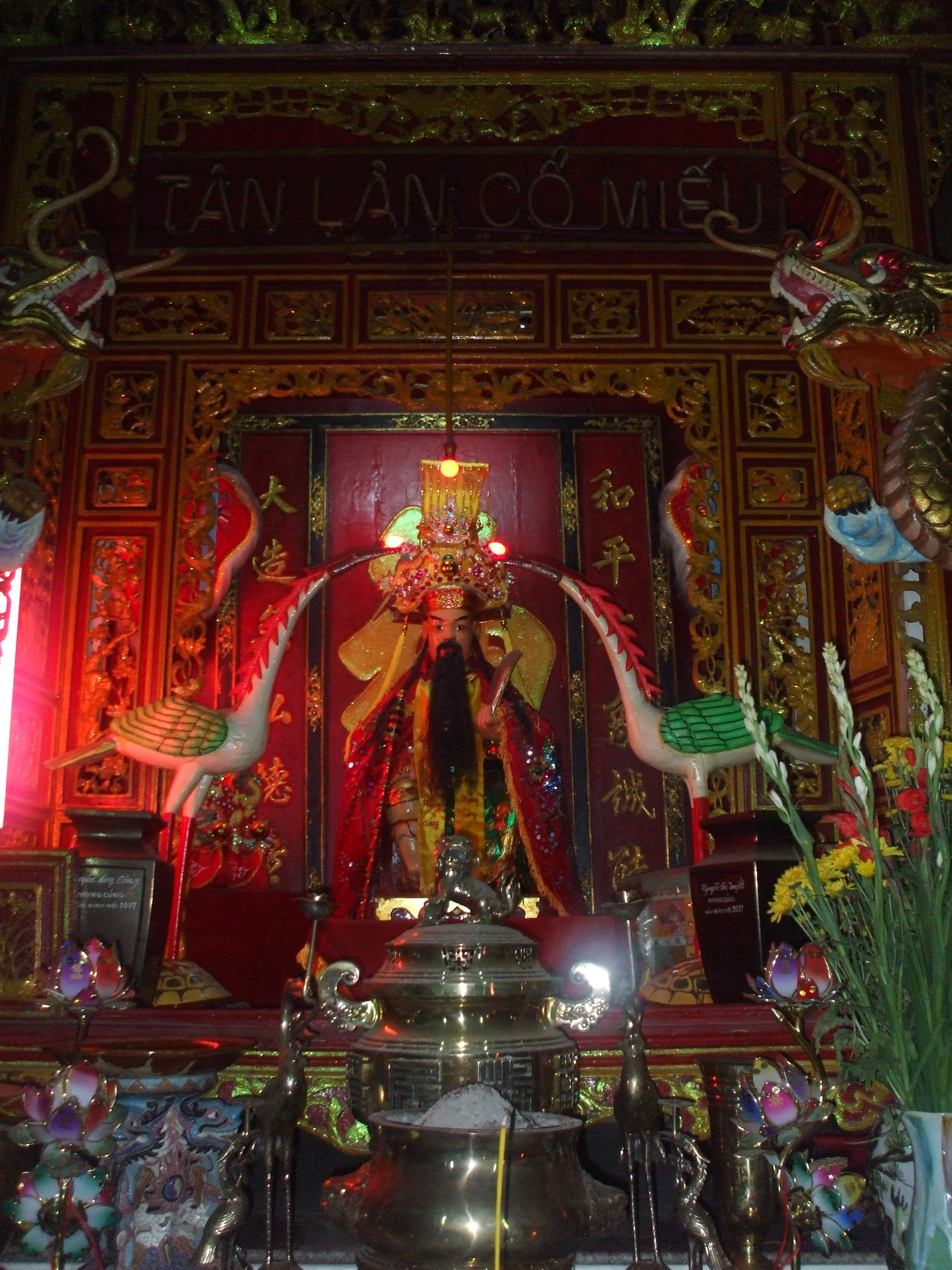
越南邊和的陳上川祠堂

1681年鄭經病逝之後，明鄭政權出現動盪，監國世子鄭克𡒉被馮錫范殺害，立次子鄭克塽為延平王。1683年，施琅領清軍攻下澎湖，寧靖王朱術桂自盡殉國。幼主鄭克塽出降，康熙皇帝授予他"正黄旗汉军公"稱號，他和他的士兵們被納入汉军八旗。为了安抚台湾子民，清朝政府把仍住在台湾的17位明朝宗室子孙送回中国大陆并在那里度过了余生。

## 經濟
南明時期江南地區備受滿清軍隊蹂躪，經過清朝和南明軍閥之間的反复爭奪，加之清軍的多次屠城，令昔日繁華的江南地區破敗不堪。

## 社會
江南士人深受儒家「華夷大防」的影響，十分抗拒滿洲人的征服戰爭，江南爆發多次反清起義，湧現出夏完淳等諸多抗清英雄。也有王夫之、顧炎武等在抗清失敗後被迫歸隱。

### 文化
明代中期以後江南经济的发达，造就了南方戲曲的蓬勃发展。至明清之際江南城市與農村經濟雖已衰退，但因未遭流寇之亂，離北方又遠，新聞傳播之訊息遲緩，使士大夫與富室未覺世局已岌岌可危，而依舊樂衷於演戲。而百姓則面臨空前之災荒與時疫，只得透過演戲的方式以祈神禳災，並藉此抒發心中的不安全感，祭祀演劇的盛行遂成為普遍的現象，也使江南戲劇維持不墜。清軍南下時江南縱使有戰亂造成部份地區演劇短時間的中斷，然不久即恢復舊觀，故演劇之風仍持續，尤其是蘇州曲派的形成，造就了崑曲的另一高峰。此時湧現了諸如《桃花扇》等經典的文學作品。

### 宗教
明清易代的過程中，橫渡大洋遠道而來的天主教傳教士們為了為了保存在中國的傳教工作，分別和當時的三大割據勢力——滿清、農民軍以及南明朝廷合作。南明朝廷中的天主教官員更是數不勝數，畢方濟、瞿紗微、卜弥格都是南明朝廷的中流砥柱，幫助南明歷任政權和澳門葡萄牙當局建立聯繫。永曆帝还派出卜弥格神父作為使者，希望他能完成借兵歐洲的目標，1651年卜弥格自澳門乘船出發前往歐洲，歷經兩年時間到達了羅馬教廷。

## 人口
明末清初的多种史料，皆反映易代之际江南人口因战祸而大量损失。按撰述松江一带史事的笔记小说《阅世编》所记载，动摇明人统治根基的天灾约始于崇祯十四年（1641），而水旱饥荒直至康熙十九年（1680）才渐渐消失。

## 範圍變遷

清朝征服南明，1645年至1683年

南明諸政權鼎盛時期北接李自成大順政權和張獻忠大西政權，但時間短暫，隨後即被南下的清軍打散，最後與農民軍餘部聯合抗清，活躍於浙江、江西、湖南、廣西、雲南和四川等省份，中國大陸有組織的抗清勢力延續到夔東十三家被滅亡。

## 外交
南明時期，安南、日本、琉球、呂宋、占城也曾派使者入貢。隆武元年也曾頒登基詔書予琉球，並記載於琉球《歷代寶案》一書。
南明弘光帝曾以對等的禮儀派使者左懋第詔諭，並稱順治帝為清國可汗。在詔書中，弘光帝提出四件事：要安葬崇禎帝及崇禎皇后、以山海關為界，關外土地給予清朝、每年十萬歲幣，並「犒金千兩、銀十萬兩、絲緞萬匹、犒銀三萬兩」、建國任便。意圖令南明和清朝共存，通好議和。不過左懋第到北京被囚，使事失敗。

## 君主列表

### 皇帝列表
| 肖像                              | 庙号                                                            | 谥号                                                            | 名讳                 | 在世时间                                   | 年号     | 在位时间                                                                                    | 陵寝     |
| 福王政权                          | 福王政权                                                        | 福王政权                                                        | 福王政权             | 福王政权                                   | 福王政权 | 福王政权                                                                                    | 福王政权 |
| --------------------------------- | --------------------------------------------------------------- | --------------------------------------------------------------- | -------------------- | ------------------------------------------ | -------- | ------------------------------------------------------------------------------------------- | -------- |
|                                   | －                                                              | 福忠王，又作福恭王 （崇祯帝朱由检谥）                           | 朱常洵               | 1586年2月22日－1641年3月2日 （55岁8天）    | －       | －                                                                                          | 熙陵     |
| －                                | 贞纯肃哲圣敬仁毅恭皇帝 （南明弘光帝朱由崧追谥）                 |                                                                 | 朱常洵               | 1586年2月22日－1641年3月2日 （55岁8天）    | －       | －                                                                                          | 熙陵     |
| －                                | 贞纯肃哲圣敬仁毅孝皇帝 （南明弘光帝朱由崧改谥）                 |                                                                 | 朱常洵               | 1586年2月22日－1641年3月2日 （55岁8天）    | －       | －                                                                                          | 熙陵     |
| 恭宗 （南明永历帝朱由榔追尊）     | 慕天敷道贞纯肃哲修文显武圣敬仁毅孝皇帝 （南明永历帝朱由榔累谥） |                                                                 | 朱常洵               | 1586年2月22日－1641年3月2日 （55岁8天）    | －       | －                                                                                          | 熙陵     |
|                                   | －                                                              | 赧皇帝（监国鲁王朱以海谥）                                      | 朱由崧               | 1607年9月5日－1646年7月1日 （38岁299天）   | 弘光     | 1644年6月7日—19日（监国） （12天） 1644年6月19日－1645年6月15日（皇帝） （361天）           | －       |
| 质宗 （监国鲁王朱以海尊上庙号）   | 安皇帝（监国鲁王朱以海改谥）                                    |                                                                 | 朱由崧               | 1607年9月5日－1646年7月1日 （38岁299天）   | 弘光     | 1644年6月7日—19日（监国） （12天） 1644年6月19日－1645年6月15日（皇帝） （361天）           | －       |
| 安宗 （南明永历帝朱由榔尊上庙号） | 奉天遵道宽和静穆修文布武温恭仁孝简皇帝 （南明永历帝朱由榔谥）   |                                                                 | 朱由崧               | 1607年9月5日－1646年7月1日 （38岁299天）   | 弘光     | 1644年6月7日—19日（监国） （12天） 1644年6月19日－1645年6月15日（皇帝） （361天）           | －       |
|                                   | －                                                              | 潞闵王（隆武帝朱聿键谥）                                        | 朱常淓（潞王监国）   | 1608年－1646年                             | －       | 1645年7月1日—6日（监国） （5天）                                                            | －       |
| 鲁王监国政权                      |                                                                 |                                                                 |                      |                                            |          |                                                                                             |          |
|                                   | －                                                              | －                                                              | 朱以海（鲁王监国）   | 1618年－1662年                             | －       | 1645年9月7日－1653年3月或4月（监国）                                                        | －       |
| 靖江王监国政权                    |                                                                 |                                                                 |                      |                                            |          |                                                                                             |          |
| －                                | －                                                              | －                                                              | 朱亨嘉（靖江王监国） | ？－1646年                                 | 興業     | 1645年9月22日—10月14日（监国） （22天）                                                     | －       |
| 唐王政权                          |                                                                 |                                                                 |                      |                                            |          |                                                                                             |          |
| －                                | －                                                              | 唐敬王（嘉靖帝朱厚熜谥）                                        | 朱宇温               | 1485年－1560年                             | －       | －                                                                                          | －       |
| －                                | －                                                              | 惠皇帝（南明隆武帝朱聿键追谥）                                  | 朱宇温               | 1485年－1560年                             | －       | －                                                                                          | －       |
| －                                | －                                                              | 唐顺王（嘉靖帝朱厚熜谥）                                        | 朱宙栐               | 1538年－1564年                             | －       | －                                                                                          | －       |
| －                                | －                                                              | 顺皇帝（南明隆武帝朱聿键追谥）                                  | 朱宙栐               | 1538年－1564年                             | －       | －                                                                                          | －       |
| －                                | －                                                              | 唐端王（崇祯帝朱由检谥）                                        | 朱硕熿               | ？－1632年                                 | －       | －                                                                                          | －       |
| －                                | －                                                              | 端皇帝（南明隆武帝朱聿键追谥）                                  | 朱硕熿               | ？－1632年                                 | －       | －                                                                                          | －       |
| －                                | －                                                              | 唐裕王（朱聿键继承唐王时追谥）                                  | 朱器墭               | ？                                         | －       | －                                                                                          | －       |
| －                                | －                                                              | 宣皇帝（南明隆武帝朱聿键追谥）                                  | 朱器墭               | ？                                         | －       | －                                                                                          | －       |
|                                   | 绍宗 （南明永历帝朱由榔尊上庙号）                               | 配天至道弘毅肃穆思文烈武敏仁广孝襄皇帝 （南明永历帝朱由榔追谥） | 朱聿键               | 1602年5月25日－1646年10月6日 （44岁134天） | 隆武     | 1645年7月21日—8月18日（监国） （28天） 1645年8月18日—1646年10月6日（皇帝） （1年49天）      | －       |
| －                                | －                                                              | －                                                              | 朱聿𨮁               | 1605年－1647年1月20日 （约42岁19天）       | 绍武     | 1646年12月11日－1647年1月20日 （40天）                                                      | －       |
| －                                | －                                                              | －                                                              | 朱常清（淮王监国）   | ？－1649年                                 | 东武     | 1648年1月或2月－11月或12月（监国）                                                          | －       |
| 桂王政权                          |                                                                 |                                                                 |                      |                                            |          |                                                                                             |          |
| －                                | －                                                              | 桂端王（南明谥）                                                | 朱常瀛               | 1601年－1645年                             | －       | －                                                                                          | －       |
| －                                | 礼宗 （南明永历帝朱由榔追尊）                                   | 体天昌道庄毅温弘兴文宣武仁智诚孝端皇帝 （南明永历帝朱由榔追谥） | 朱常瀛               | 1601年－1645年                             | －       | －                                                                                          | －       |
|                                   | 昭宗 （延平王郑经尊上庙号）                                     | 应天推道敏毅恭俭经文纬武礼仁克孝匡皇帝 （延平王鄭經谥）         | 朱由榔               | 1623年11月1日－1662年6月1日 （38岁212天）  | 永曆     | 1646年11月16日—12月24日（监国） （38天） 1646年12月24日－1662年6月1日（皇帝） （15年159天） | －       |

### 監國列表
| 肖像 | 廟號 | 諡號                      | 名諱     | 在世時間                     | 年號 | 在位時間                     | 陵寢   |
| ---- | ---- | ------------------------- | -------- | ---------------------------- | ---- | ---------------------------- | ------ |
|      | －   | 潞閔王 （隆武帝朱聿鍵諡） | 朱常淓   | 1608年－1646年5月23日        | －   | 1645年7月1日—6日             | －     |
|      | －   | －                        | 朱以海   | 1618年7月6日－1662年12月23日 | －   | 1645年9月7日－1653年3月或4月 | 魯王墓 |
| －   | －   | 益先王                    | 朱慈𤆃   | ？－1647年1月20日            | －   | 1645年                       | －     |
| －   | －   | －                        | 益陽王某 | ？－1647年1月20日            | －   | 1645年                       | －     |
| －   | －   | －                        | 朱亨嘉   | 1583年－1646年               | 興業 | 1645年9月22日－10月14日      | －     |
| －   | －   | －                        | 朱由榛   | ？－1647年10月20日           | －   | 1647年10月18日－20日         | －     |
| －   | －   | －                        | 朱常清   | ？－1649年                   | 東武 | 1648年1月或2月－11月或12月   | －     |
| －   | －   | －                        | 朱容藩   | ？－1649年                   | －   | 1649年3月或4月—9月1日        | －     |

### 監軍列表
| 肖像 | 廟號 | 諡號 | 名諱   | 在世時間                      | 年號 | 在位時間              | 陵寢     |
| ---- | ---- | ---- | ------ | ----------------------------- | ---- | --------------------- | -------- |
|      | －   | －   | 朱術桂 | 1617年10月24日－1683年7月20日 | －   | 1648年－1683年7月20日 | 寧靖王墓 |

### 引用
1. ↑  .   [2019-11-19]. （原始内容存档于2020-03-13）.
2. ↑  曹樹基. . 復旦大學出版社. 2001年: 第86頁  [2020-08-29]. ISBN 7-309-02775-2. （原始内容存档于2021-02-20）.
3. ↑  柳亞子《南明史綱初稿》、錢海岳《南明史》
4. ↑  〈社会科学研究丛刊〉编辑部《张献忠在四川》，1981年，第213頁
5. ↑  《明季北略．卷十七．李自成陷河南府》
6. ↑  刘三解：清朝建立后明朝十万皇族遭遇了什么？ （页面存档备份，存于） 凤凰网
7. ↑  王春瑜《明清史散论》东方出版中心，1996，第333頁
8. ↑  吳偉業撰《鹿樵紀聞．卷中．秦晉宗人》
9. 1 2 3  姜公韜. . . : 第73頁－第93頁.
10. ↑  刘健《庭闻录》记：“七月十九日，缅酋尽杀永历从臣。”
11. ↑  "2,000-Year Temperature History （页面存档备份，存于）"
12. ↑  Eddy, John A., "The Maunder Minimum: Sunspots and Climate in the Age of Louis XIV", "The General Crisis of the Seventeenth Century （页面存档备份，存于）" edited by Geoffrey Parker, Lesley M. Smith.
13. ↑  "Government finance under the Ming represented an attempt to impose and extremely ambitious centralized system on an enormous empire before its level of technology had made such a degree of centralization practical." Ray Huang, "Taxation and Finance in Sixteenth-Century Ming China", p. 313.
14. ↑  Tong, James, "Disorder Under Heaven: Collective Violence in the Ming Dynasty" (1991), p. 112.
15. ↑  《明史》卷308：十七年三月，京师陷，帝崩，南京诸大臣闻变，仓卒议立君。而福王由崧、潞王常淓俱避贼至淮安，伦序当属福王。诸大臣虑福王立，或追怨“妖书”及“挺击”、“移宫”等案；潞王立，则无后患，且可邀功。阴主之者，废籍礼部侍郎钱谦益，力持其议者兵部侍郎吕大器，而右都御史张慎言、詹事姜曰广皆然之。前山东按察使佥事雷縯祚、礼部员外郎周镳往来游说。
16. ↑  李清《三垣筆記》中記載：“北都變聞，在籍錢宗伯謙益有迎潞王議。揚州鄭進士元勳密語予：'予語里人解少司馬學龍曰：福從此始矣，神宗四十八年，德澤猶係人心，豈可舍孫立侄？況應立者不立，則誰不可立？萬一左良玉挾楚，鄭芝龍挾益，各挾天子以令諸侯，誰禁之者？且潞王既立，置福王於何地？死之耶？抑幽之耶？是動天下之兵也，不可。”
17. ↑  Millward, James A.  illustrated. Stanford University Press. 1998: 298  [24 April 2014]. ISBN 978-0804729338. （原始内容存档于2016-04-28）.
18. ↑  Lipman, Jonathan Neaman. . University of Washington Press. 1998: 53  [24 April 2014]. ISBN 978-0295800554. （原始内容存档于2016-04-28）.
19. ↑  Lipman, Jonathan Neaman. . University of Washington Press. 1998: 54  [24 April 2014]. ISBN 978-0295800554. （原始内容存档于2021-03-08）.
20. ↑  Millward, James A.  illustrated. Stanford University Press. 1998: 171  [24 April 2014]. ISBN 978-0804729338. （原始内容存档于2016-04-27）.
21. ↑  Dwyer, Arienne M.  illustrated. Otto Harrassowitz Verlag. 2007: 8  [24 April 2014]. ISBN 978-3447040914. （原始内容存档于2016-04-28）.
22. ↑  Lipman, Jonathan Neaman. . University of Washington Press. 1998: 55  [24 April 2014]. ISBN 978-0295800554. （原始内容存档于2016-04-27）.
23. ↑  WAKEMAN JR., FREDERIC. . University of California Press. 1986: 802  [24 April 2014]. ISBN 978-0520048041.
24. ↑  Wakeman Jr., Frederic. . University of California Press. 1986: 803  [24 April 2014]. ISBN 978-0520048041. milayin.
25. ↑  Brown, Rajeswary Ampalavanar; Pierce, Justin (编). . Routledge. 2013: 152  [24 April 2014]. ISBN 978-1317938521. （原始内容存档于2016-04-27）.
26. ↑  Michael Dillon. . Taylor & Francis. 16 December 2013: 45–  [2021-07-29]. ISBN 978-1-136-80940-8. （原始内容存档于2021-07-29）.
27. ↑  張廷玉.  （中文）. 十七年正月庚寅朔，自成稱王於西安，僭國號曰大順，改元永昌，改名自晟。
28. ↑  張廷玉.  （中文）. 丁未，昧爽，內城陷。帝崩於萬歲山，王承恩從死。御書衣襟曰：「朕涼德藐躬，上干天咎，然皆諸臣誤朕。朕死無面目見祖宗，自去冠冕，以髮覆面。任賊分裂，無傷百姓一人。
29. ↑  徐兵博. . 中華民國: 元華文創股份有限公司. 2019年10月31日: 第310頁. ISBN 9789577111456. （原始内容存档于2022年4月7日） （中文）. 明宗室及遺留大臣輾轉向南走，他們和明朝留都南京一些文臣武將試圖擁立朱家王室藩王，重建明朝，然後揮師北上，恢復家國。
30. ↑  顧誠. . 中華人民共和國: 中國青年出版社. 1997年: 第17頁. ISBN 9787500624080. （原始内容存档于2022-04-07） （中文）. 至此，秦嶺、淮河以北的明朝軍隊已全部收編，地方除遼東外均為大順政權接管。
31. ↑  張豈之. 王天有; 成崇德 , 编. . 中華民國: 五南圖書出版股份有限公司. 2002年7月3日: 第299頁. ISBN 9789571128696. （原始内容存档于2022年4月7日） （中文）. 崇禎十七年（(1644）正月，張獻忠入四川，七月克重慶，八月破成都。占領成都後·即派兵四出，分取各地，除遵義地方及石柱等土司外，四川各州縣大都收歸所有。十一月，獻忠在成都正式建國，國號大西，年號大順．稱大西王，以成都為西京．以蜀王府為宮殿，並且次第展開一些設施，使大西政權初具規模。
32. ↑  田曉岫. . 中華人民共和國: 華夏出版社. 1991年: 第15頁. ISBN 9787800538582. （原始内容存档于2022-04-07） （中文）. 1644年進入山海關,建立清朝,定都北京。入關以前，滿族先統一了包括庫頁島在內的東北地區。定鼎之後，又統一了漠南蒙古(今內蒙古)、漠北喀爾喀蒙古(今蒙古人民共和國)和漠西厄魯特蒙古(今新疆北部)。
33. ↑  王戎笙. . 中華人民共和國: 遼寧人民出版社. 1997年: 第44頁. ISBN 9787205037840. （原始内容存档于2022-04-07） （中文）. 弘光政權擁兵50萬，控制著淮河下游及長江以南廣大地區，人力物力資源均為中國各派政治力量之首……
34. ↑  Struve 1988，第641–642頁.
35. ↑  Struve 1988，第642頁
36. ↑  Struve 1988，第642頁.
37. ↑  Hucker 1985，第149頁 (item 840).
38. ↑  Wakeman 1985, pp. 345 and 346, note 86.
39. 1 2  Wakeman 1985，第346頁.
40. ↑  Struve 1988，第644頁.
41. ↑  李崇智. . 中華人民共和國: 中華書局. 2004年12月. ISBN 978-7-101-02512-5 （中文）.
42. ↑  Wakeman 1985，第396 and 404頁.
43. ↑  Wakeman 1985，第578頁.
44. 1 2  Wakeman 1985，第580頁.
45. ↑  Kennedy 1943，第196頁.
46. 1 2  Dillon, Michael. . Taylor & Francis. 2016: 645. ISBN 978-1317817161.
47. ↑  徐兵博. . 中華民國: 元華文創股份有限公司. 2019年10月31日: 第310頁. ISBN 9789577111456. （原始内容存档于2022年4月7日） （中文）. 南京失陷後，又有杭州的潞王朱常淓（1645年）、撫州的益王朱慈𤆃（1645年）、福州的朱聿鍵（1645－1646年）、紹興的魯王朱以海]1645－1653年）、桂林靖江王朱亨嘉（1645年）等政權先後建立，其中以魯、唐二王政權較有實力。
48. 1 2 3  Wakeman 1985，第737頁.
49. ↑  Wakeman 1985，第738頁.
50. ↑  Wakeman 1985，第760– 61頁（1647 年末明代抗戰）和 765 年（李成棟兵變）。
51. ↑  Wakeman 1985，第766頁。
52. 1 2  Wakeman 1985，第767頁。
53. ↑  Wakeman 1985，第767–68頁。
54. 1 2  Struve 1988，第704頁。
55. ↑  Wakeman 1985，第973頁，注 194。
56. 1 2 3  Dennerline 2002，第117頁。
57. ↑  Struve 1988，第710頁。
58. ↑  Ho, Dahpon David.  (学位论文). UNIVERSITY OF CALIFORNIA, SAN DIEGO: 149–150. 2011  [2021-07-28]. （原始内容存档于2019-04-04）.
59. ↑  Yim, Lawrence C.H. . Routledge. 2009: 109  [2021-07-28]. ISBN 978-1134006069. （原始内容存档于2022-05-22）.
60. ↑  FREDERIC WAKEMAN JR. . University of California Press. 1985: 1047–1048  [2021-07-28]. ISBN 978-0-520-04804-1. （原始内容存档于2019-04-08）.
61. ↑  John Robert Shepherd. . Stanford University Press. 1993: 469–70  [2021-07-28]. ISBN 978-0-8047-2066-3. （原始内容存档于2021-01-09）.
62. ↑  Xing Hang. . Cambridge University Press. 5 January 2016: 106–  [2021-07-28]. ISBN 978-1-107-12184-3. （原始内容存档于2021-08-09）.
63. ↑  Xing Hang. . Cambridge University Press. 5 January 2016: 149–  [2021-07-28]. ISBN 978-1-107-12184-3. （原始内容存档于2021-08-09）.
64. ↑  Xing Hang. . Cambridge University Press. 5 January 2016: 94–  [2021-07-28]. ISBN 978-1-107-12184-3. （原始内容存档于2021-08-09）.
65. ↑  Xing Hang. . Cambridge University Press. 5 January 2016: 179–  [2021-07-28]. ISBN 978-1-107-12184-3. （原始内容存档于2021-08-09）.
66. ↑  Xing Hang. . Cambridge University Press. 5 January 2016: 154–155  [2021-07-28]. ISBN 978-1-107-12184-3. （原始内容存档于2021-08-09）.
67. ↑  Xing Hang. . Cambridge University Press. 5 January 2016: 203–  [2021-07-28]. ISBN 978-1-107-12184-3. （原始内容存档于2021-08-09）.
68. ↑  Xing Hang. . Cambridge University Press. 5 January 2016: 204–  [2021-07-28]. ISBN 978-1-107-12184-3. （原始内容存档于2021-08-09）.
69. ↑  Herbert Baxter Adams. . 1925: 57  [2021-07-28]. （原始内容存档于2021-07-28）.
70. ↑  Pao Chao Hsieh. . Routledge. 23 October 2013: 57–  [2021-07-28]. ISBN 978-1-136-90274-1. （原始内容存档于2021-07-28）.
71. ↑  Pao C. Hsieh. . Psychology Press. May 1967: 57–  [2021-07-28]. ISBN 978-0-7146-1026-9. （原始内容存档于2021-07-28）.
72. ↑  Manthorpe 2008 （页面存档备份，存于）, p. 108.
73. ↑  巫仁恕. . 中央研究院近代史研究所集刊. 1999年6月, (31)  [2022-12-30]. （原始内容存档于2022-12-30）.
74. ↑  陈文源.  (PDF). 广西民族学院学报（哲学社会科学版）. 2003年11月, (25)  [2023-01-07]. （原始内容存档 (PDF)于2023-01-07）.
75. ↑  （清）叶梦珠：《阅世编》卷一，北京：中华书局，2007年，第16—22页；李伯重：《江南的早期工业化（1550—1850年）》，第399—400页
76. 1 2  《南明史》卷七 志第二 禮
77. ↑  錢海岳.《南明史·列傳第四 諸王三》：“隆武元年九月，從安宗北狩。明年五月，與荊王某、衡王由棷世子十一人遇害薨。事聞（隆武帝），謚曰閔。”
78. ↑   參:

## 研究書目

### 根本文獻
- 《臺灣文獻叢刊》系列叢書：中華民國中央研究院
- 百衲本二十四史之《明史》：中華民國商務印書館
- 《明實錄》、《明會典》、《明會要》：中華書局
- 《皇明寶訓》：齊魯書社
- 《李朝實錄》

### 史部
- 《南明史》：钱海岳，中華書局，2004年版（全十四冊）原抄本藏南京圖書館
- 《石匱書》、《石匱書後集》：張岱，上海古籍出版社，2007年版（全三冊）影印，原抄本藏南京圖書館
- 《爝火錄》：李天根，中華書局
- 《國榷》、《棗林雜俎》：談遷，中華書局
- 《明季北略》、《明季南略》：計六奇，中華書局
- 《南疆繹史》：溫睿臨、楊鳳苞等，中華書局
- 《東南紀事》、《西南紀事》：邵廷采，江蘇古籍出版社
- 《罪惟錄》：查繼佐，齊魯書社
- 《弘光實錄鈔》：黃宗羲，廣陵書社
- 《韃靼征服中國史、韃靼中國史、韃靼戰紀》：衛匡國，商務印書館

### 子部
- 《三垣筆記》：李清
- 《甲乙事案》：文秉
- 《鹿樵紀聞》：吳偉業
- 《滇黔紀聞》：方孝標
- 《日下舊聞》：朱彝尊
- 《嶺海焚余》：金堡
- 《廣東新語》：屈大均，中華書局（尚有《四朝成仁録》列入廣東叢書，余多焚於四庫）
- 《廣陽雜記》：劉獻廷，中華書局

### 集部
- 《張蒼水集》（含《奇零草》、《北征錄》）：張煌言，民國四明叢書
- 《皇明經世文編》、《陳忠裕集》：陳子龍
- 《楊嗣昌集》，岳麓書社
- 《錢澄之集》（含《所知錄》），黃山書社
- 《顧亭林集》：顧炎武，上海古籍出版社（出版中）
- 《船山遺書》（含《永暦實錄》《宋論》），王夫之
- 《幸存錄》：夏完淳
- 《南山集》：戴名世
- 《鮚埼亭集》：全祖望
- 《朱舜水集》：朱之瑜，日本水戶門人所編

### 地方
- 《揚州十日記》：王秀楚，廣陵古籍刻印社，1995年
- 《丹午筆記．吳城日記．五石脂》，江蘇古籍出版社，1999年
- 《明末江陰守城紀事》，上海古籍出版社，2007年

### 清代
- 《明史稿》：萬斯同、王鴻緒 等，商務印書館
- 《清史列傳》：柯紹忞、趙爾巽 等，中華書局
- 《明史紀事本末》：谷應泰，中華書局
- 《三藩紀事本末》：楊陸榮，中華書局
- 《續明紀事本末》：倪在田 輯，四庫焚書
- 《小腆紀年》《小腆紀傳》：徐鼒，中華書局